# Parnassius patricius
Parnassius patricius là một loài bướm ngày sinh sống ở vùng núi cao được tìm thấy ở Kirghizia và Turkmenistan (Turkestan theo tài liệu cũ). Nó thuộc chi Parnassius, trong họ Papilionidae. Ấu trùng ăn Cysticorydalis fedtschenkoana.